# Le ceneri di Pirandello
Le ceneri di Pirandello è un'opera di Roberto Alajmo, illustrata da Mimmo Paladino, pubblicata nel 2008 dall'editore Drago.

## Trama
In queste poche righe scritte su un comune foglietto nel 1911 Luigi Pirandello esprimeva il desiderio che le sue ceneri fossero disperse senza cerimonie ma presagiva anche che forse questo non si potesse fare, quasi presagendo le travagliate vicende che avrebbero attraversato le sue onoranze funebri.
Pochi giorni dopo la sua morte le volontà espresse nel testamento furono rispettate alla lettera meno quella riguardante lo spargimento delle ceneri che, per un malinteso senso di rispetto nei confronti del grande letterato premio Nobel, furono tumulate al cimitero del Verano in Roma.
Nel 1947, un gruppo di studenti universitari, tra cui Andrea Camilleri , pregò il sindaco democristiano di Agrigento che le ceneri di Pirandello fossero riportate nella sua città d'elezione. Il presidente del consiglio Alcide De Gasperi riuscì ad ottenere un aereo militare americano per il trasporto delle ceneri che furono messe in un vaso greco del V secolo a.C. imballato in una cassa di legno che fu affidata a un esperto letterato pirandelliano, Prof. Gaspare Ambrosini.
All'atto della partenza alcuni viaggiatori siciliani, data la difficoltà dei trasporti causata dalla guerra da poco finita, chiesero un passaggio per la Sicilia che fu loro concesso ma, saputo del particolare carico dell'aereo, preferirono superstiziosamente di non sfidare la malasorte e rinunciare al viaggio. I piloti americani incuriositi del comportamento di quei viaggiatori, venuti a conoscenza di cosa conteneva la cassa, anche loro rifiutarono di partire. 
Ambrosini dovette così affrontare un lungo e disagevole viaggio in treno, durante il quale la cassa si perse sino a quando non fu ritrovata presso alcuni viaggiatori, che la stavano utilizzando come un tavolino per giocare a carte.
Giunte finalmente le ceneri di Pirandello ad Agrigento, il vescovo della città si rifiutò di benedirle a meno che non fossero trasferite da quel pagano vaso greco e messe in una regolare bara cristiana, che però al momento era disponibile solo nel formato e nel colore bianco usato per i bambini defunti. Nella bara però la cassa con il vaso delle ceneri non entrava. Si tolse allora il vaso che fu sistemato nella piccola cassa e i funerali poterono celebrarsi con una grande cerimonia.
In attesa della costruzione del monumento funebre la cassa fu sistemata nella casa natale di Pirandello.
Il monumento fu pronto solo quindici anni dopo, nel 1962 quando, alla presenza di personalità come Leonardo Sciascia e Salvatore Quasimodo, le ceneri furono trasferite in un cilindro metallico che venne inserito all'interno del monumento. Ci fu una qualche difficoltà a mettere le ceneri nel cilindro perché dopo ventisei anni si erano calcificate e si dovettero scalpellare per polverizzarle di nuovo. Il cilindro però era troppo piccolo per contenere tutte le ceneri, così quelle che avanzarono andarono finalmente disperse come desiderava Pirandello.
Si arriva così all'ultimo atto di questa commedia funebre pirandelliana: nel 1994 nel vaso greco riportato nel museo di Agrigento si rinvenne una piccola quantità rimasta delle ceneri che si ebbe l'idea di sottoporre all'esame del DNA. Dall'analisi risultò che le ceneri, oltre quelle di Pirandello, appartenevano a corpi diversi, e quelle, per la cremazione avvenuta in comune, ora riposavano mescolate alle sue.

## Edizioni
- Roberto Alajmo, Le ceneri di Pirandello, Prima edizione, Drago, 2008,  p. 48, ISBN 88-95082-08-7.